# 2016년 세계 종목별 스피드스케이팅 선수권 대회
2016년 세계 종목별 스피드 스케이팅 선수권 대회는 국제빙상경기연맹(ISU)에서 주관하는 세계적인 규모의 스피드 스케이팅 경기 대회로 러시아 콜롬나의 스피드 스케이팅 센터에서 2016년 2월 11일 ~ 2월 14일 개최되었다.